# Fajsławice
Fajsławice ist ein Dorf im Powiat Krasnostawski der Woiwodschaft Lublin in Polen. Es hat 1457 Einwohner (2008) und ist Sitz der gleichnamigen Landgemeinde mit mehr als 4600 Einwohnern.

## Sehenswürdigkeiten
Zu den denkmalgeschützten Sehenswürdigkeiten gehören die Kirche św. Jana Nepomucena vom Ende des 18. Jahrhunderts mit einem freistehenden Glockenturm von der folgenden Jahrhundertwende. Das ebenfalls geschützte Herrenhaus aus der zweiten Hälfte des 18. Jahrhunderts (1906 verändert) mit Park und bedeutenden Toranlagen befindet sich gegenwärtig in einem schlechten Zustand.

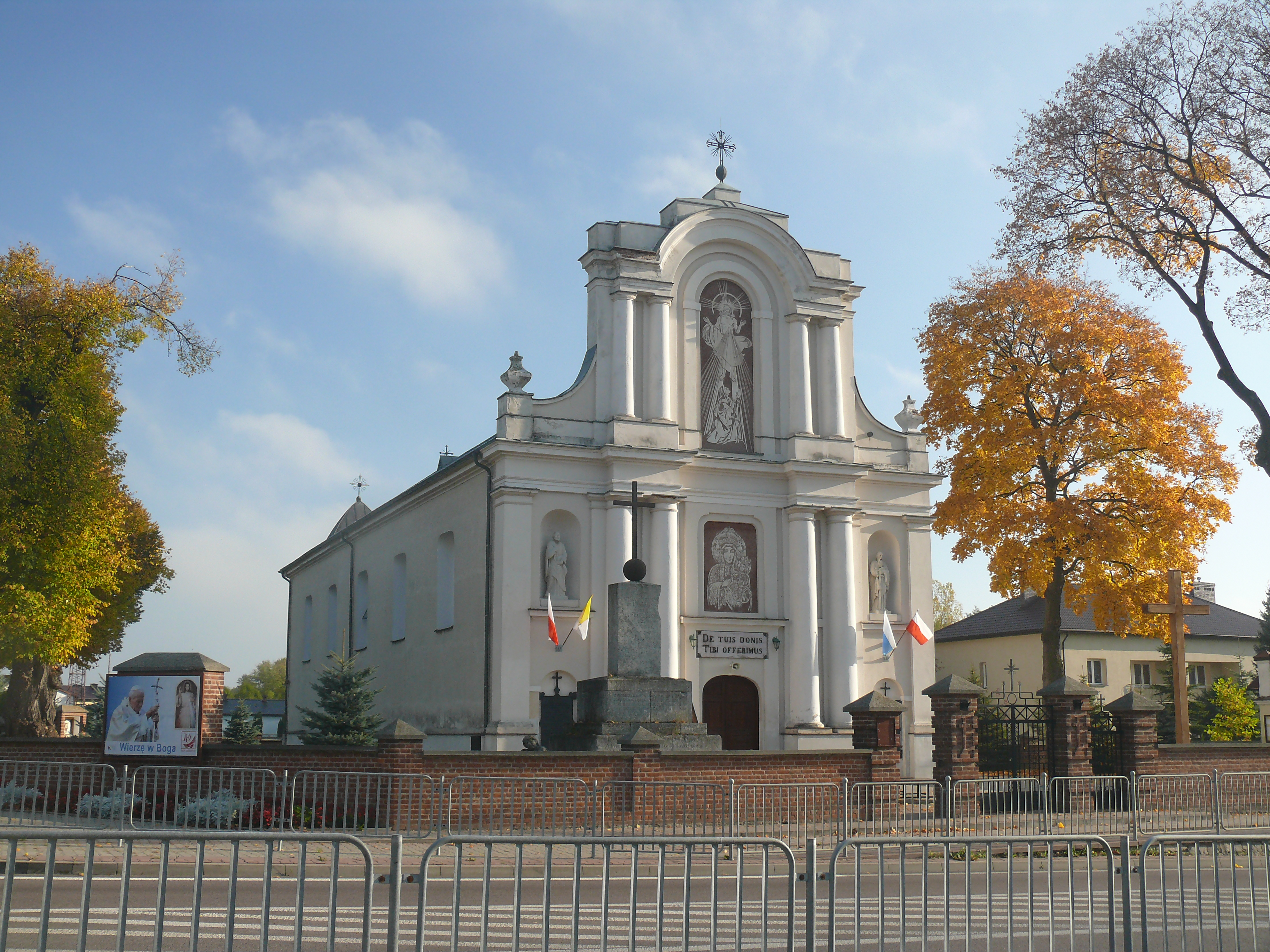
Kirche
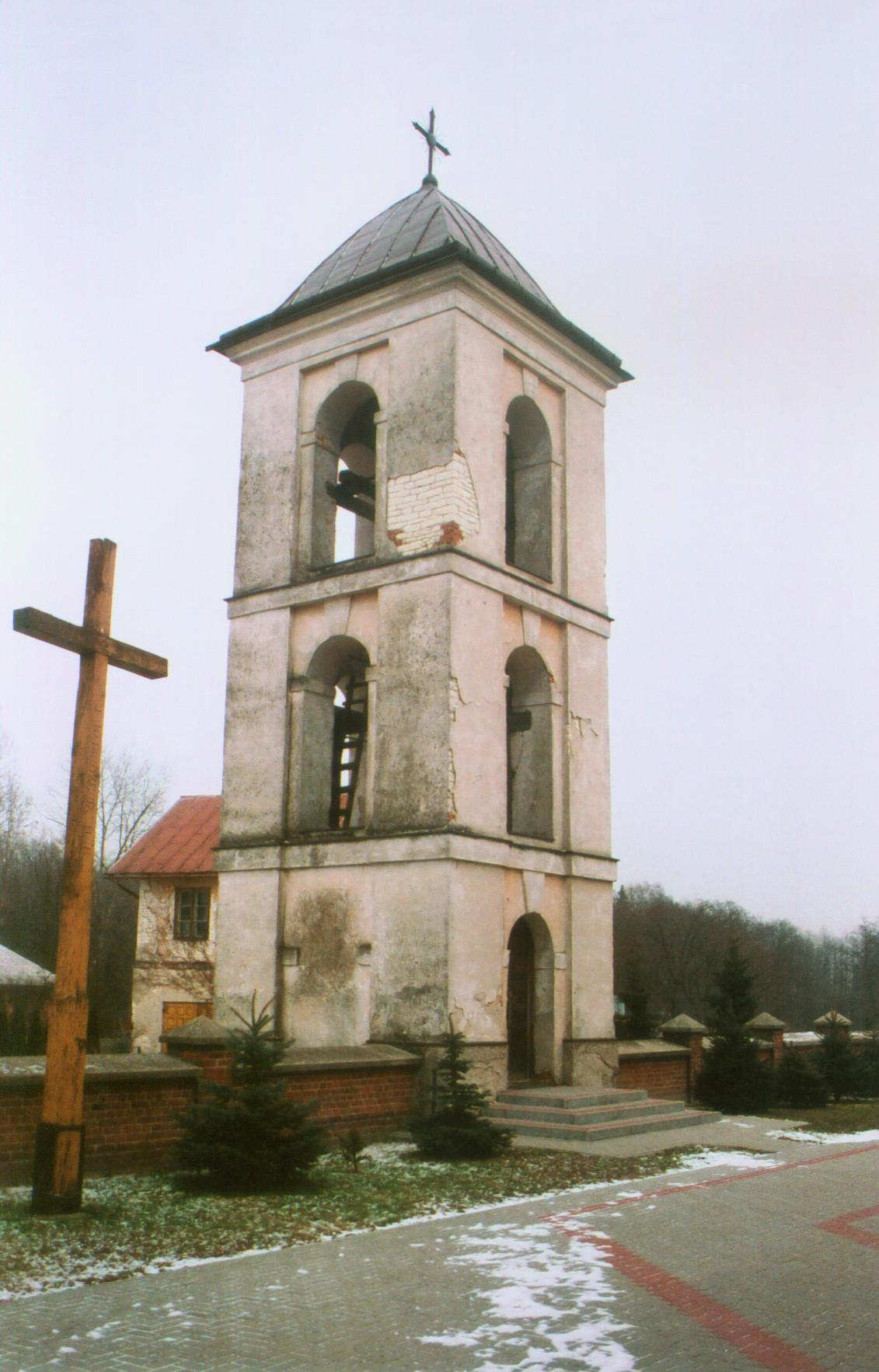
Glockenturm
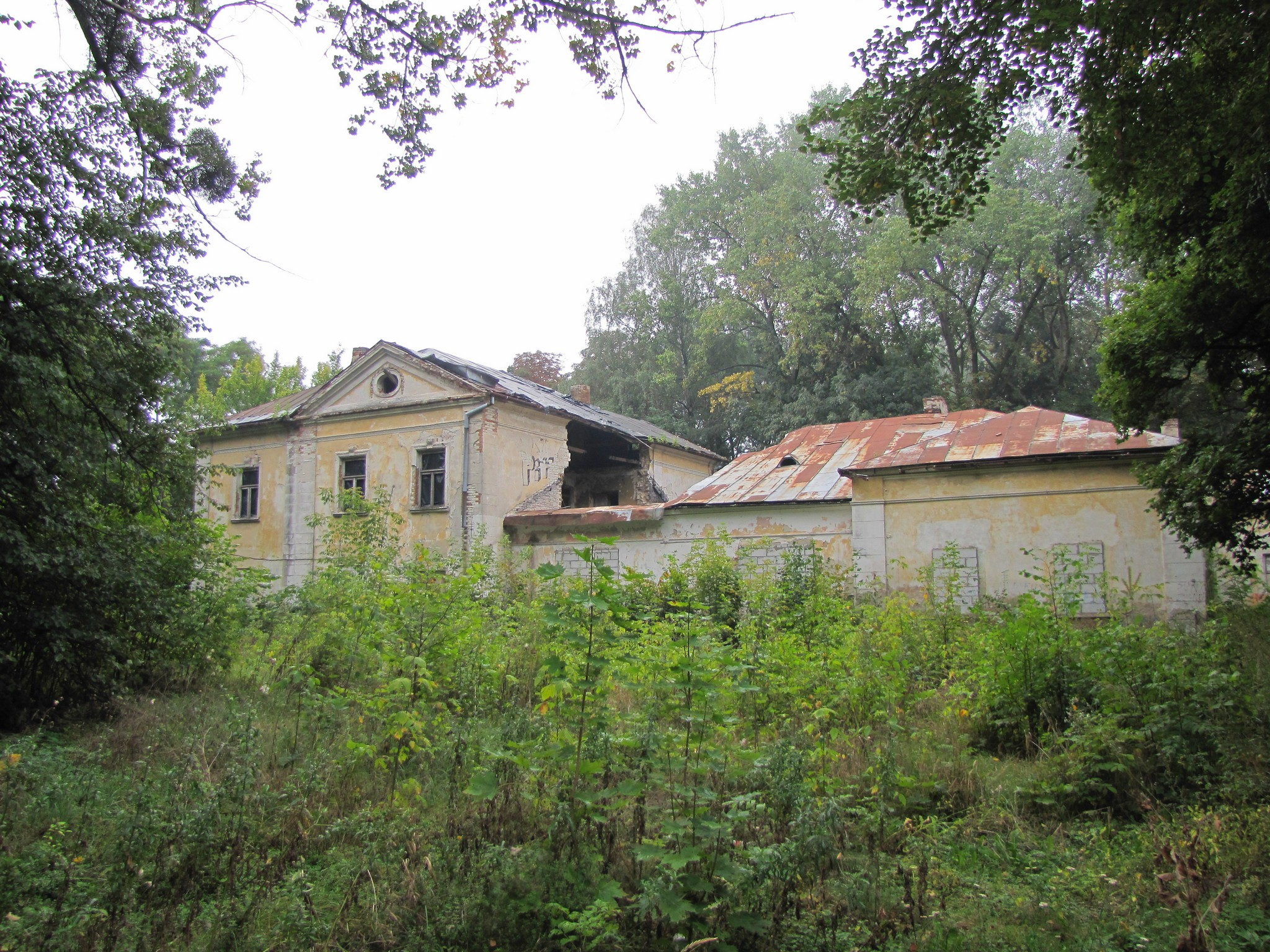
Herrenhaus
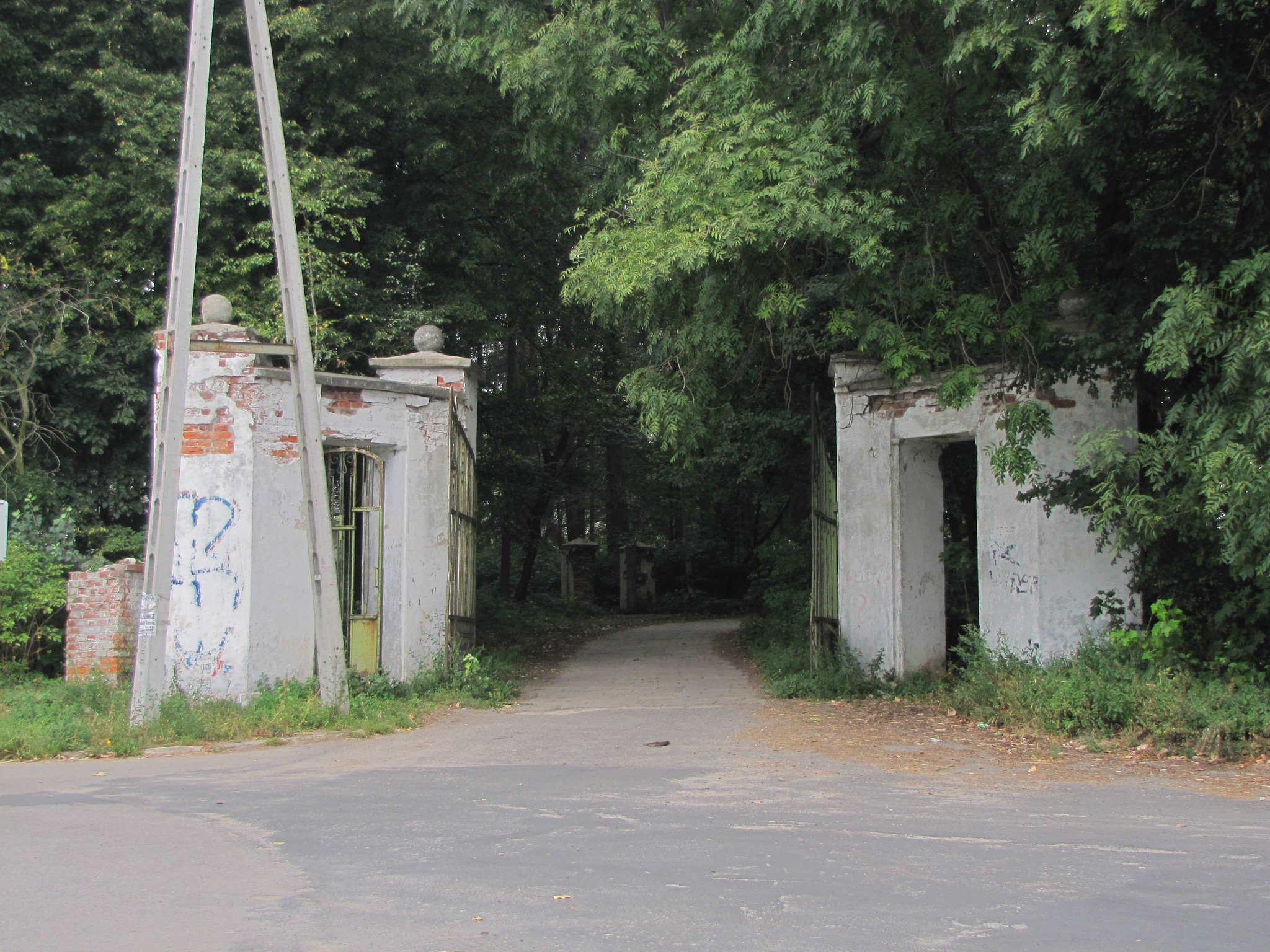
Toranlage des Herrenhauses